# Aleurolobus graminicola
Aleurolobus graminicola là một loài côn trùng cánh nửa trong họ Aleyrodidae, phân họ Aleyrodinae.
Aleurolobus graminicola được Bink-Moenen miêu tả khoa học đầu tiên năm 1983.